# Gelo II
Gelo II é uma forma cristalina romboedral do gelo com uma estrutura altamente ordenada. É formado pela compressão do gelo Ih em uma temperatura de 198 K (−75,1 °C) à 300 MPa ou pela descompressão do gelo V. Quando aquecido sofre transformação para o gelo III. O gelo de água comum é conhecido como gelo Ih (na nomenclatura de Bridgman). Diferentes tipos de gelo, do gelo II ao gelo XVIII, foram criados em laboratório em diferentes temperaturas e pressões. Acredita-se que os núcleos de luas geladas como a lua Ganímedes de Júpiter podem ser feitos de gelo II.

## História
As propriedades do gelo II foram descritas e registradas pela primeira vez por Gustav Tamman, em 1900, durante seus experimentos com gelo sob alta pressão e baixas temperaturas. Tendo produzido gelo III, Tammann então tentou condensar o gelo em uma temperatura entre 203 K (−70,1 °C) e 193 K (−80,1 °C) sob 200 MPa (2000 atm) de pressão. Tammann notou que neste estado o gelo II possuía mais densidade do que ele havia observado no gelo III. Ele também descobriu que ambos os tipos de gelo poderiam ser mantidos dentro de uma pressão atmosférica normal em uma condição estável desde que a temperatura fosse mantida igual à do ar líquido, que retarda a mudança de formação estrutural ao gelo Ih.
Em experimentos posteriores de Bridgman em 1912, foi mostrado que a diferença em volume entre o gelo II e o gelo III na escala de 0,0001 m3/kg. Esta diferença não havia sido descoberta por Tammann devido a uma pequena mudança e foi porque ele não tinha sido capaz de determinar uma curva de equilíbrio entre os dois. A curva mostrou que a mudança estrutural do gelo III para o gelo II era mais provável de acontecer se o meio estivesse anteriormente na formação estrutural do gelo II. Entretanto, se uma amostra de gelo III que nunca houvesse permanecido no estado de gelo II fosse obtida, ela poderia ser super refrigerada abaixo de 203,15 K (−70,0 °C) sem se transformar em gelo II. Por outro lado, no entanto, nenhum superaquecimento do gelo II foi possível no diz respeito a manter a mesma forma. Bridgman descobriu que a curva de equilíbrio entre o gelo II e o gelo IV era muito parecida com a do gelo III, tendo as mesmas propriedades de estabilidade e pouca alteração de volume. A curva entre o gelo II e o gelo V era extremamente diferente, no entanto, com a bolha da curva sendo essencialmente uma linha reta e a diferença de volume sendo quase sempre 0.0000545 m3/kg.